# Cessna 680 Citation Sovereign
Cessna 680 Citation Sovereign  — турбовентиляторный двухмоторный средний самолёт бизнес-класса, разработанный компанией Cessna Aircraft Company. В настоящее время[когда?] это второй по величине самолёт, выпускаемый под брендом Citation, самым большим является Citation X. «Сессна-680» считается межконтинентальным самолётом и используется прежде всего для деловых перелётов.

## Тактико-технические характеристики
В соответствии с данными Европейского агентства по сертификации.

### Технические характеристики
- Экипаж: 2 человека
- Пассажировместимость: 8-12 человек
- Грузоподъёмность: 1 216 кг
- Длина: 19,37 м
- Размах крыла: 19,24 м
- Высота: 6,2 м
- Масса пустого: 8 029 кг
- Полезная нагрузка: 5 638 кг
- Максимальная взлётная масса: 13 743 кг
- Двигатели: 2 × ТРДД Pratt & Whitney Canada PW306C
- Тяга: 2 × 2580 кг

### Лётные характеристики
- Максимальная скорость: 848 км/ч
- Практическая дальность: 5 273 км
- Практический потолок: 14 326 м
- Скороподъёмность: 20,4 м/с